# Мужская сборная Шри-Ланки по хоккею на траве
Мужская сборная Шри-Ланки по хоккею на траве — мужская сборная по хоккею на траве, представляющая Шри-Ланку на международной арене. Управляющим органом сборной выступает Федерация хоккея на траве Шри-Ланки (англ. Sri Lanka Hockey Federation).
Сборная занимает (по состоянию на 1 января 2015) 40-е место в рейтинге Международной федерации хоккея на траве (FIH).

## Результаты выступлений

### Азиатские игры
- 1958 — не участвовали
- 1962 — 7-е место
- 1966 — 5-е место
- 1970 — 6-е место
- 1974 — 5-е место
- 1978 — 7-е место
- 1982—2010 — не участвовали
- 2014 — 9-е место

### Чемпионат Азии
- 1982 — 7-е место
- 1985 — 8-е место
- 1989—1993 — не участвовали
- 1999 — 9-е место
- 2003 — не участвовали
- 2007 — 9-е место
- 2009—2013 — не участвовали

### Мировая лига
- 2012/13 — 38—45 места (выбыли в 1-м раунде)
- 2014/15 — ?? место (выбыли в 1-м раунде)